# Henri Gervex
Henri Gervex (Parigi, 10 dicembre 1852 – Parigi, 7 giugno 1929) è stato un pittore francese.

## Biografia

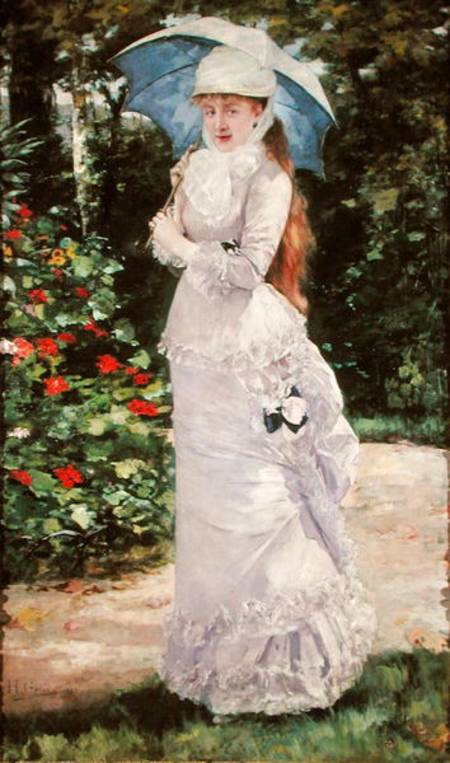
M.lle Valtesse de la Bigne, 1879

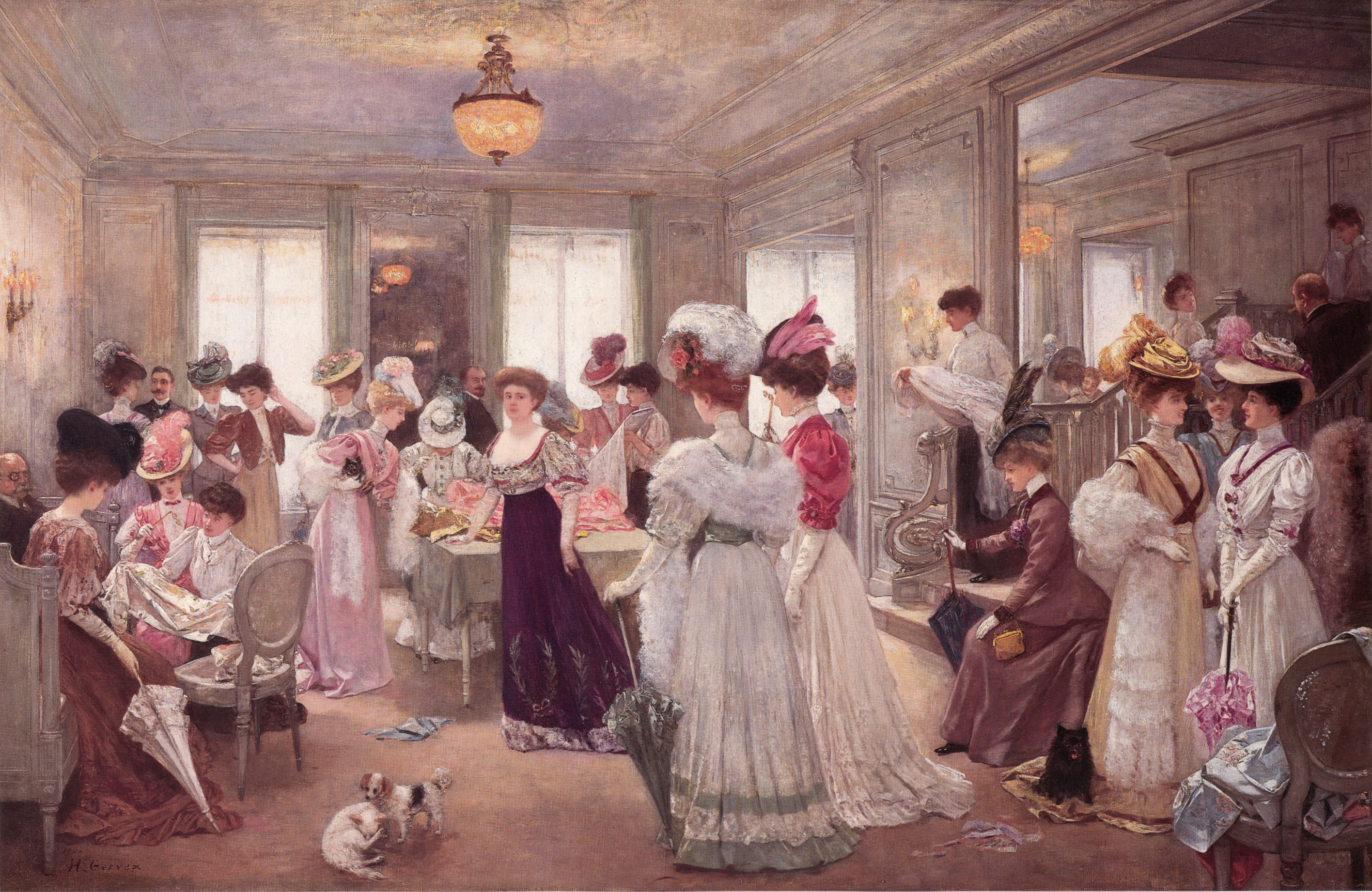
Alle cinque da Paquin, 1906

Figlio di Joséphine Peltier e di Félix Nicolas Gervex, fabbricante di pianoforti, un amico di famiglia lo fa entrare nel 1867 nello studio del pittore Pierre-Nicolas Brisset. Tre anni dopo si arruola nella Guardia nazionale. Nel 1871 s'iscrive all'Ecole des beaux-arts, studiando con Cabanel e Eugène Fromentin, essendo condiscepolo di Forain e Cormon.
Gervex debutta al Salon del 1873, nel palazzo degli Champs-Elysées, con una Bagnante addormentata e l'anno dopo ottiene la medaglia di seconda classe per il Satiro e menade – acquistato dallo Stato per il palazzo del Luxembourg – dove il nudo richiama l'insegnamento di Cabanel. Nel 1876 conosce Manet e frequenta gli impressionisti: la sua pittura si schiarisce.
Nel 1878 fa scandalo il suo Rolla, considerato il suo capolavoro, ispirato alla poesia di Alfred de Musset, che viene rifiutato dalla giuria del Salon per gli stessi motivi dell'Olympia di Manet, rappresentando un nudo considerato immorale: depositato in un magazzino, il dipinto riceve una sfilata incessante di visitatori e curiosi. Nel 1879 fa anche il ritratto di M.lle Valtesse de la Bigne, una demì-mondaine che posava spesso per i pittori e che ispirò a Zola il personaggio di Nana.

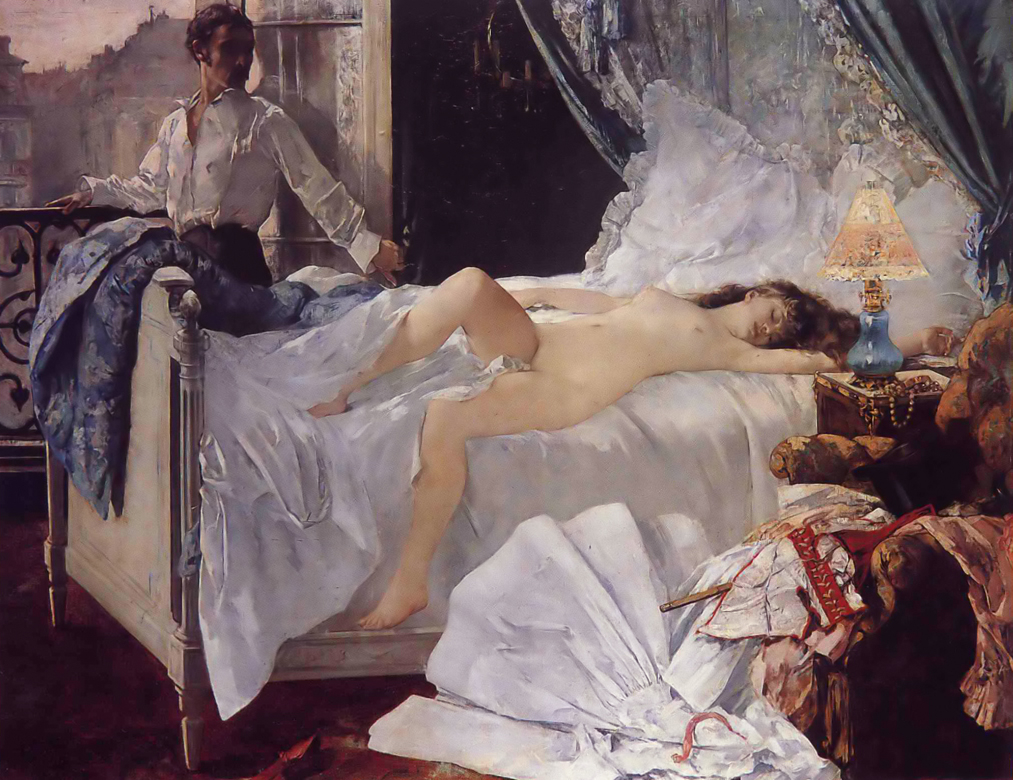
Rolla, 1878

Nel 1880 visita la Spagna e poi, nel 1882, l'Inghilterra con Rodin; decora il Municipio del XIX arrondissement di Parigi. Torna ancora in Inghilterra e poi in Belgio, dove è nominato cavaliere dell'ordine di Leopoldo in occasione dell'Esposizione triennale delle belle arti di Gand. Nel 1884, dopo un altro viaggio in Inghilterra, apre un suo nuovo atelier a Parigi in rue de la Chaussée-d'Antin. Va poi in Italia con Maupassant e fonda un'Accademia insieme con il pittore Ferdinand Humbert.
Ufficiale della Légion d'honneur nel 1889, nel 1890 è nominato cavaliere dell'ordine di San Olaf dal re di Svezia. Nel 1891 partecipa all'esposizione universale di Monaco di Baviera e l'anno dopo è fatto ufficiale dell'ordine bavarese di San Michele. Si sposa il 9 febbraio 1893 con Henriette Fauche e riceve l'ennesima onorificenza con la nomina a cavaliere da Carlo III di Spagna. Il 18 dicembre 1894 nasce la figlia Colette e l'anno dopo ancora un incarico: la vice-presidenza della Société nationale des beaux-arts. Intanto decora la sala di fisica della Sorbona.
Nel 1896, in occasione del suo primo viaggio in Russia, riceve ancora un'onorificenza: la commenda all'ordine di Sant'Anna. Viaggia poi in Italia, in Turchia e ancora in Russia ed è presente all'Esposizione universale parigina del 1900 con L'incoronazione di Nicola II. Dopo altri viaggi, nel 1911 diviene commendatore della Légion d'honneur, entra all'Institut de France nel 1913 e viene eletto presidente della Società dei pastellisti. Alla fine della Grande guerra, riceve anche una Croce di guerra per «servizi resi alla patria». L'ultimo riconoscimento avviene nel 1925, con la nomina a membro associato della sezione pittura dell'Académie royale des sciences, lettres et beaux-arts di Bruxelles.

## Alcune opere
- Baigneuse endormie (1873)

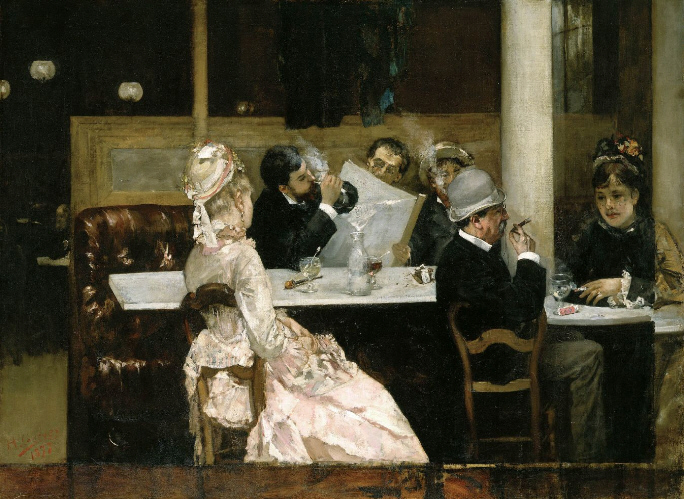
Scène de café à Paris 1877.

- Satyre jouant avec une bacchante (1874)
- Diane et Endymion (1875)
- Rolla (1878)
- Portrait de Madame Valtesse de La Bigne (1889)
- Panorama du Siècle (con Alfred Stevens, 1889)
- Le Bal (1890)
- Portrait de Madame Gervex (1893)
- Le Couronnement de Nicolas II (1896/98)

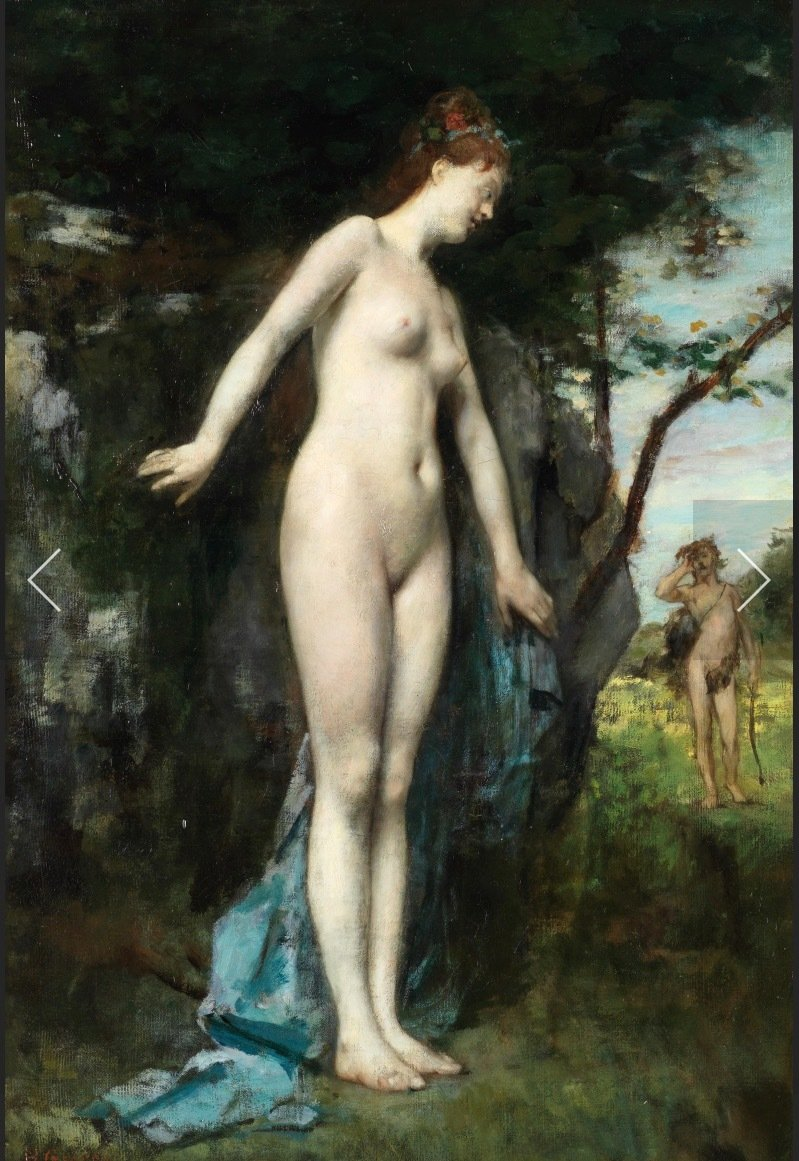
Diane et Acteon (olio su tela - 1890 c.ca)

- Souvenir de la nuit du 4 (1880)
- Diane et Acteon (1890 c.ca)